# کریگ کریک
کریگ کریک (به انگلیسی: Craig of the Creek) یک مجموعه تلویزیونی انیمیشن آمریکایی است که توسط مت برنت و بن لوین برای شبکه کارتون ساخته شده است.  اپیزود آزمایشی این نمایش مستقیماً در برنامه رسمی در ۱ دسامبر ۲۰۱۷ آغاز شد. این سریال در ۱۹ فوریه ۲۰۱۸ به صورت آنلاین پخش شد.  پخش دوبار رویداد در ۳۰ مارس ۲۰۱۸.
در ۱۷ فوریه ۲۰۲۱، سریال برای فصل چهارم تمدید شد که اولین بار در ۲۵ اکتبر ۲۰۲۱ پخش شد.  پیشنهادات در شبکه کارتون و HBO Max تحت عنوان جدید خود را دوباره ترسیم کنید در ۱۹ ژانویه ۲۰۲۲، سریال برای فصل پنجم تمدید شد که اولین بار در ۱۰ جولای ۲۰۲۳ پخش شد. علاوه بر این، یک اسپین آف دنیای بزرگ جسیکا، و یک فیلم اصلی با عنوان ""کریگ قبل از نهر، منتشر شده است.

## خلاصه
در حومه داستانی منطقه کلان شهر بالتیمور-واشنگتن شهر هرکلتون، مریلند، پسری به نام کریگ ویلیامز و دو دوستش، کلسی پوکولی و "جی.پی" مرسر، ماجراجویی‌های متعدد خود را در نهر نامی، به عنوان یک مدینه فاضله کودکانه از بیابان رام نشده توصیف می‌کند که در آن قبیله‌های کودکان بر دژهای درختی و رمپ‌های دوچرخه‌های خاکی سلطنت می‌کنند.

## شخصیت ها

### اصلی
- کریگ ویلیامز (با صدای فیلیپ سولومون) پسر ۱۰ ساله ای که از بازی در نهر با دوستانش، کلسی و جی پی لذت می برد. او یک رهبر طبیعی است و همیشه سعی می کند به بچه های دیگر کمک کند.  بیشتر از همه به آن نیاز دارند  او خانواده ای رنگارنگ دارد که در چندین قسمت (مانند «پادشاه کمپینگ») مورد توجه قرار گرفته است.کریگ معمولاً یک پرسنل خانگی و یک کیف پول حمل می‌کند که هر کدام ارزش احساسی دارند.در «فرار از شام خانوادگی» نشان داده می‌شود که کریگ ریاضیات پیشرفته را می‌خواند و اعتراف می‌کند که کلاس را دوست دارد.  او همچنین نقش یک کارتوگراف را برعهده می گیرد زیرا دائماً در حال اضافه کردن نقشه دقیق خود از نهر است.
- کلسی پوکولی (با صدای جورجی کیدر (خلبان، فصل 1، قسمت‌های 1-3)، نوئل ولز (فصل 1، قسمت 4 تا کنون) - یک مو زنجبیلی، ۹ ساله  -دختری قدیمی که یکی از دوستان نزدیک کریگ است او همیشه با شنل بنفش دیده می شود و یک حیوان خانگی دارد (که او را به عنوان یک شاهین معرفی می کند) که معمولاً بالای سر او نشسته است  در «دعوت» و «آخرین» گفته می‌شود که او و خانواده‌اش یک شمشیر لوله‌ای خانگی پی‌وی‌سی را حمل می‌کند که با افتخار بخشی از آن را با کمک یک آهنگر ساخته است.بچه در نهر به دلیل دانش او از آشپزی مجارستانی؛ پوکولی، نام خانوادگی او، احتمالاً از کلمه مجارستانی گرفته شده است.او ماجراجویانه است، عاشق کتاب است و اغلب به طور درونی زندگی خود را روایت می کند، که او توسط پدر مجرد بیوه او بزرگ شده است  "، معلوم می شود که کلسی یهودی است و در "آتش و یخ" مشخص می شود که او یک لزبین است.
- جی پی مرسر (با صدای اچ. مایکل کرونر) - یک پسر قد بلند ۱۱ ساله که یکی دیگر از دوستان نزدیک کریگ است.او یک پیراهن بزرگ هاکی قرمز به تن دارد.در حالی که نشان داده نمی شود که بسیار باهوش است، تخیل و با اطرافیان خود مهربان است.  او مستعد این است که بسیار کثیف شود و به خود آسیب برساند. "جی.پی." همانطور که در "تو هستی" مخفف جان پل است.  کریگ در «زیر گذر» اظهار داشت که او و کلسی جی.پی را در یک ماجراجویی قبلی «پیدا کردند».

### خانواده کریگ
- جسیکا ویلیامز (با صدای دارما براون (خلبان) و لوسیا کانینگهام (سریال)) خواهر کوچکتر ۶ ساله کریگ که معمولاً دوست دارد با توصیف کارهایش با صدای بلند همه چیز را کنترل کند. او نسبت به سن خود بسیار باهوش است، جزئیات گرا است و در حال حاضر به بازار سهام علاقه نشان می دهد.
- برنارد ویلیامز (با صدای فیل لامار) - برادر بزرگتر نوجوان و باهوش، بدون مزخرف، و گاها اسنوب کریگ. او از بالا به کریگ و ماجراهای ناگوارش در نهر نگاه می کند.  او به گرفتن نمرات خوب و ورود به مدرسه آیوی لیگ وسواس دارد.او برای عشق و اهمیت تکالیف ارزش قائل است.
- "دوان ویلیامز" (با صدای تری کروز) - پدر فهمیده کریگ که به عنوان برنامه نویس کامپیوتر کار می کند.  او گاهی اوقات با کریگ بازی های ویدئویی یکپارچه سازی با سیستم عامل بازی می کند.  او عاشق شوخی بابا است.
- نیکول ویلیامز (با صدای کیمبرلی هبرت گرگوری) - مادر دوست داشتنی کریگ که به عنوان مشاور مدرسه کار می کند و عمیقاً به فرزندانش اهمیت می دهد.  او فارغ التحصیل دانشگاه هاوارد است.
- ارل ویلیامز (با صداپیشگی لامار (خلبان) و فیل موریس (سریال)) - پدربزرگ کریگ و پدر دوان.  کریگ به او نگاه می کند و روح ماجراجوی او را به ارث برده است.
- جوجو ویلیامز (با صدای ساندرا مک کلین) - مادربزرگ کریگ و مادر دوئن که یک زن شورای شهر است و در دهه ۱۹۶۰ فعال حقوق مدنی بود.

## موسیقی
موسیقی این سریال توسط جف روزنستاک که در ژانر اراده تخصص دارد ساخته شده است. بن لوین و مت برنت هر دو طرفدار اسکا هستند،  به همین دلیل است که آنها روزن استاک را برای این کار می خواستند.

## رسانه های دیگر

### اسپین آف
در ۱۷ فوریه ۲۰۲۱، اعلام شد که یک سریال اسپین آف پیش دبستانی با محوریت جسیکا خواهر کوچک کریگ در حال ساخت است. مجموعه جدید با عنوان "دنیای بزرگ جسیکا" به عنوان بخشی از بلوک پیش دبستانی در شبکه کارتون پخش شد. در ۱۹ ژانویه ۲۰۲۲، اعلام شد که این سریال در سال ۲۰۲۳ پخش خواهد شد.
در اکتبر ۲۰۲۲، اعلام شد که فصل اول اسپین آف توسط برادران وارنر نصف خواهد شد. در ژوئیه ۲۰۲۳، اعلام شد که این سریال به پایان خواهد رسید.  علاوه بر کارتون، به‌عنوان بخشی از برنامه معمولی  شبکه کارتون پخش می‌شود. نگاهی اجمالی به سریال در ۲۰ سپتامبر ۲۰۲۳ پخش شد و به طور رسمی در ۲ اکتبر ۲۰۲۳ پخش شد.
در نوامبر ۲۰۲۳، گزارش شد که سریال پس از فصل اول به پایان می رسد.

### فیلم
یک فیلم اصلی، "کریگ پیش از نهر" در ۱۹ ژانویه ۲۰۲۲ اعلام شد و در ۱۱ دسامبر ۲۰۲۳ به صورت دیجیتالی منتشر شد و در ۲۶ مارس ۲۰۲۴ به صورت دی وی دی منتشر شد. این فیلم در تاریخ ۱۳ ژانویه ۲۰۲۴ از شبکه کارتون پخش شد. وقایع فیلم قبل از اولین قسمت این مجموعه اتفاق می افتد.